# Liste de châteaux français par département

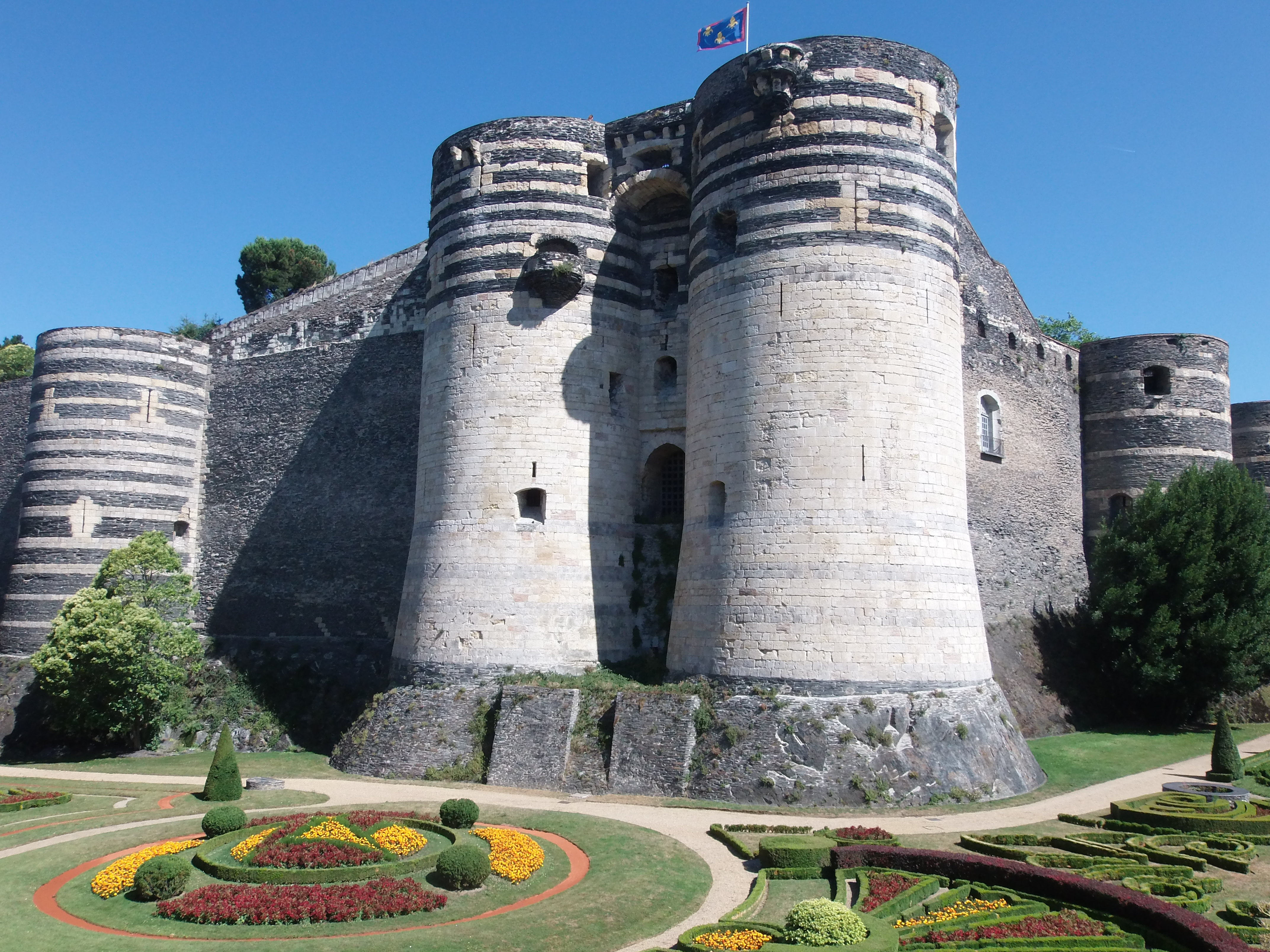
Le château d'Angers (ou château des ducs d'Anjou), en Maine-et-Loire.

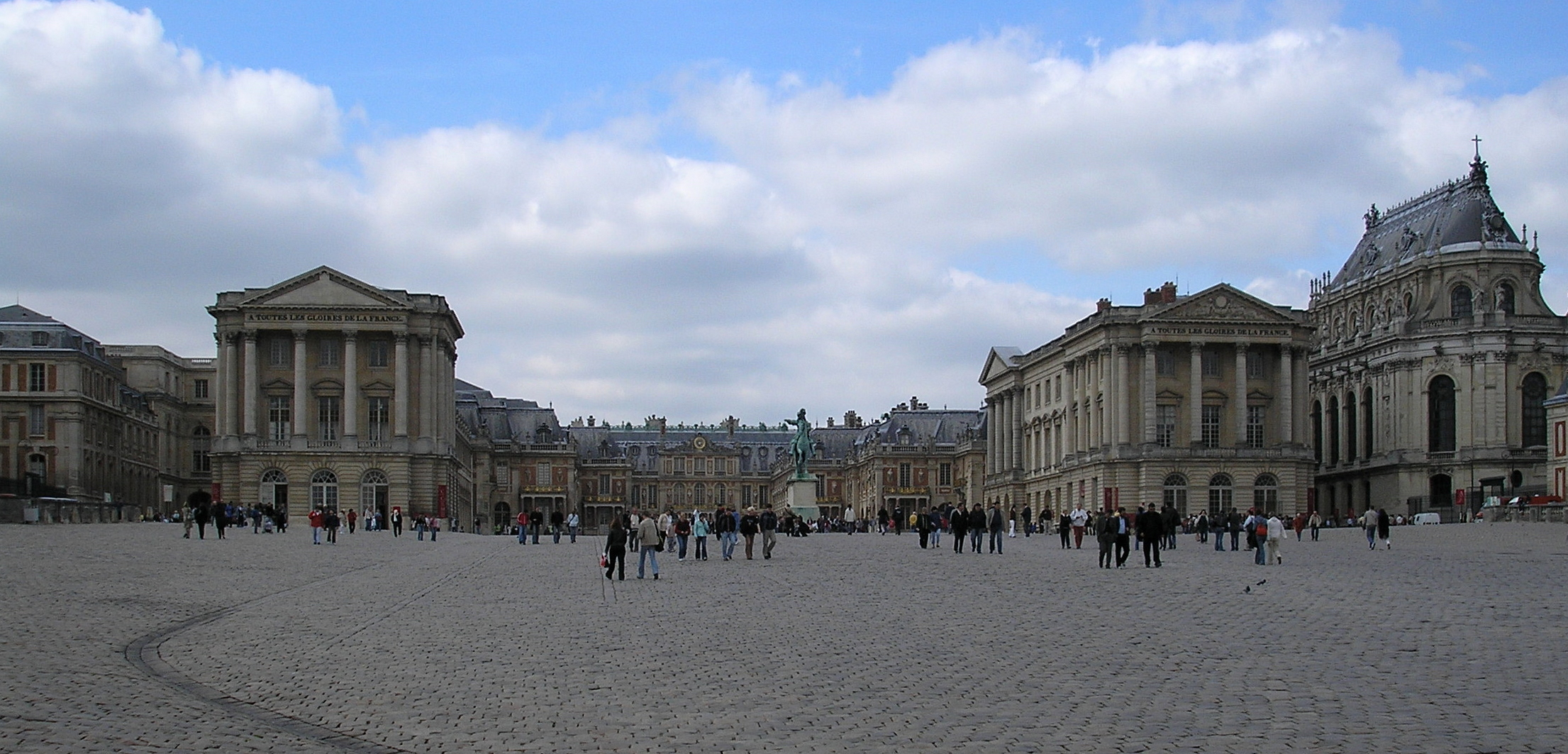
Le château de Versailles, dans les Yvelines.

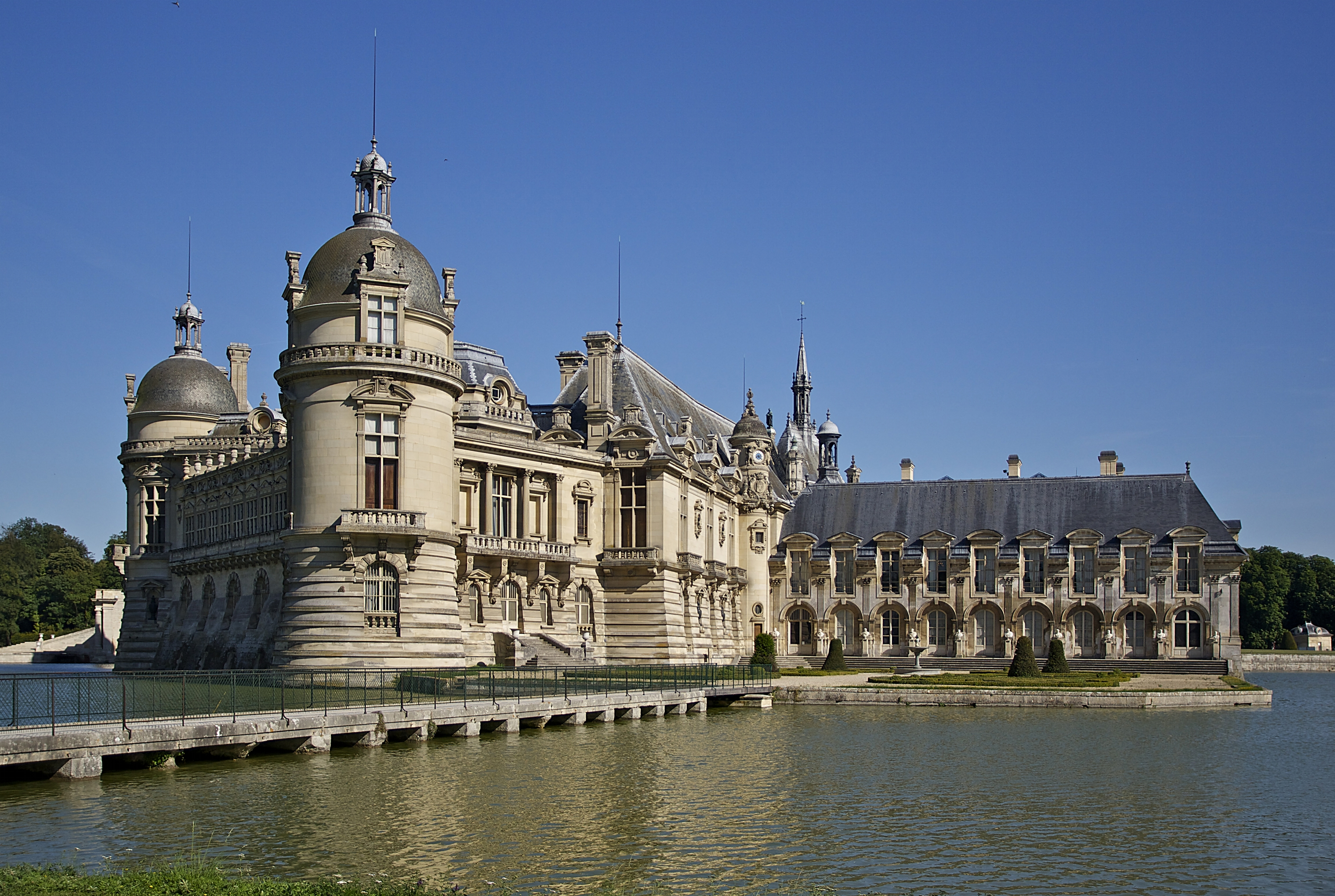
Le château de Chantilly, dans l'Oise.

Cette liste non exhaustive répertorie les principaux châteaux en France métropolitaine et d'outre-mer.

## Préambule
La liste inclut les châteaux au sens large du terme, c'est-à-dire :
- les châteaux et châteaux forts (généralement bâtis en milieu rural, y compris chartreuses, gentilhommières, logis seigneuriaux, maisons fortes, manoirs),
- les palais (généralement bâtis en milieu urbain),
- les citadelles
- les donjons,
- les domaines viticoles, présentant un édifice répondant à la définition de château (château de Crémat)
- les villes fortifiées
- les anciennes murailles
- les forts
- Les fortifications Vauban
- les tours médiévales (tours génoises, tour de la Madone...)
- certaines batteries
- ponts fortifiés
- Forteresse troglodyte
- les bastions
- certaines prisons (Prison Saint-Michel)
- église fortifiée

quel que soit leur état de conservation (ruines, bâtiments d'origine ou restaurés) et leur statut (musée, propriété privée, ouvert ou non à la visite).
Elle exclut :
- les domaines viticoles qui n'ont de château que le nom, en l'absence d'édifice répondant à la définition de château.
- les restaurants portant le nom de château (exemple : « Château de la Bonne Bouffe »)
- les châteaux entièrement détruits

Les châteaux répertoriés sont ceux bâtis à partir du Moyen Âge (voir motte castrale) jusqu'à nos jours. Le découpage est géographique, le classement est alphabétique, par région et par département. Les châteaux datant de l'Ancien Régime ont été bâtis dans la logique du maillage territorial des anciennes provinces de France. Le découpage suivant ces anciennes provinces n'a pas été retenu, car leurs frontières ont évolué au cours du temps au gré des guerres, mariages, dons, achats, et aussi car la présente liste inclut les châteaux bâtis après la Révolution française. Une mention des anciennes provinces pourra apparaître en rappel sous le nom des départements.

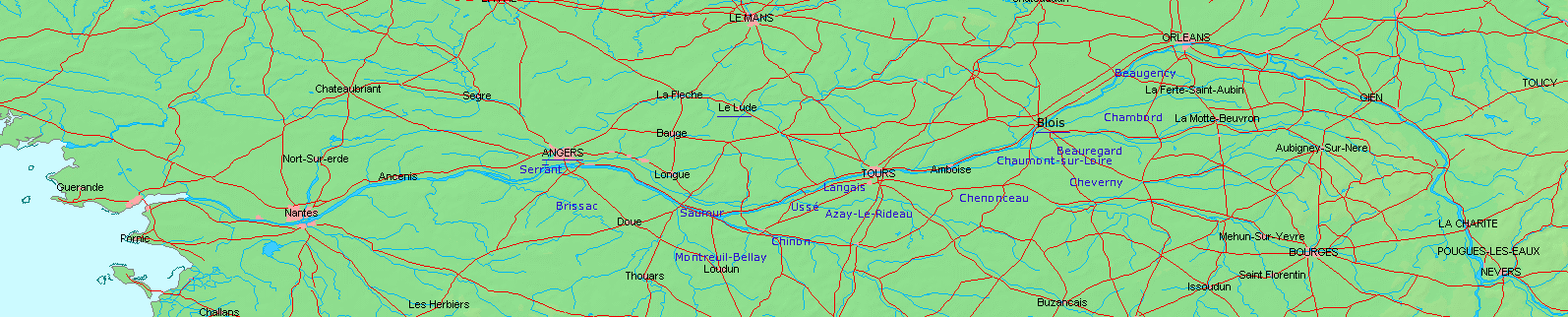
Carte non exhaustive des Châteaux de la Loire, le Val de Loire (inscrit depuis 2000 sur la liste du patrimoine mondial de l’UNESCO) comptant à lui seul plus de 3000 châteaux.

## Départements

### A
- Liste des châteaux de l'Ain (Bresse, Bugey, Principauté des Dombes, Pays de Gex)
- Liste des châteaux de l'Aisne (Picardie, Champagne)
- Liste des châteaux de l'Allier (Bourbonnais)
- Liste des châteaux des Alpes-de-Haute-Provence (Provence)
- Liste des châteaux des Hautes-Alpes (Dauphiné)
- Liste des châteaux des Alpes-Maritimes (Provence, Comté de Nice)
- Liste des châteaux de l'Ardèche (Vivarais)
- Liste des châteaux des Ardennes (Champagne)
- Liste des châteaux de l'Ariège (Pays de Foix, Couserans)
- Liste des châteaux de l'Aube (Champagne)
- Liste des châteaux de l'Aude (Languedoc)
- Liste des châteaux de l'Aveyron (Rouergue)

### B
- Belfort: voir Territoire
- Liste des châteaux et bastides des Bouches-du-Rhône (Provence)

### C
- Liste de châteaux et manoirs du Calvados (Normandie)
- Liste des châteaux du Cantal (Auvergne)
- Liste des châteaux de la Charente (Angoumois)
- Liste des châteaux de la Charente-Maritime (Aunis, Saintonge)
- Liste des châteaux du Cher (Berry)
- Liste des châteaux de la Corrèze (Limousin)
- Liste des châteaux de Corse (regroupe les 2 départements)
- Liste des châteaux des Côtes-d'Armor (Bretagne)
- Liste des châteaux de la Côte-d'Or (Bourgogne)
- Liste des châteaux de la Creuse (Marche)

### D
- Liste des châteaux des Deux-Sèvres (Poitou)
- Liste des châteaux et demeures de la Dordogne (Périgord)
- Liste des châteaux du Doubs (Franche-Comté, comté de Bourgogne)
- Liste des châteaux de la Drôme (Dauphiné)

### E
- Liste des châteaux de l'Essonne
- Liste des châteaux et manoirs de l'Eure (Normandie)
- Liste des châteaux d'Eure-et-Loir (Perche, Orléanais)

### F
- Liste des châteaux et manoirs du Finistère (Bretagne)

### G
- Liste des châteaux du Gard (Languedoc)
- Liste des châteaux de la Haute-Garonne (Gascogne)
- Liste des châteaux du Gers (Gascogne)
- Liste des châteaux de la Gironde (Guyenne)
- Guadeloupe: voir Outre-Mer
- Guyane: voir Outre-Mer

### H
- Haut-Rhin: voir après Rhin
- Haute-Garonne: voir après Garonne
- Haute-Loire: voir après Loire
- Haute-Marne, voir après Marne
- Haute-Saône: voir avant Saône
- Haute-Savoie: voir après Savoie
- Haute-Vienne: voir après Vienne
- Hautes-Alpes: voir après Alpes
- Hautes-Pyrénées: voir après Pyrénées
- Hauts-de-Seine: voir après Seine
- Liste des châteaux de l'Hérault (Languedoc)

### I
- Liste des châteaux d'Ille-et-Vilaine (Bretagne)
- Liste des châteaux de l'Indre (Berry)
- Liste des châteaux d'Indre-et-Loire (Touraine)
- Liste des châteaux de l'Isère (Dauphiné)

### J
- Liste des châteaux du département du Jura (Comté de Bourgogne)

### L
- Liste des châteaux des Landes (Guyenne et Gascogne) (40)
- Liste des châteaux de Loir-et-Cher (Orléanais) (41)
- Liste des châteaux de la Loire (Forez) (42)
- Liste des châteaux de la Haute-Loire (Velay) (43)
- Liste des châteaux de la Loire-Atlantique (Pays-de-la-Loire) (44)
- Liste des châteaux du Loiret (Orléanais) (45)
- Liste des châteaux du Lot (Quercy) (46)
- Liste des châteaux de Lot-et-Garonne (Guyenne, Gascogne) 47
- Liste des châteaux de la Lozère (Gévaudan) (48)
- Lyon : voir Rhône

### M
- Liste des châteaux de Maine-et-Loire (Anjou)
- Liste de châteaux et manoirs de la Manche (Normandie)
- Liste des châteaux de la Marne (Champagne) (51)
- Martinique (972): voir Outre-Mer
- Liste des châteaux de la Haute-Marne (Champagne) (52)
- Liste des châteaux de la Mayenne (Mayenne)
- Mayotte (976): voir Outre-Mer
- Liste des châteaux de Meurthe-et-Moselle (Lorraine)
- Liste des châteaux de la Meuse (Lorraine)
- Liste des châteaux du Morbihan (Bretagne)
  - Liste des châteaux de l'arrondissement de Lorient
  - Liste des châteaux de l'arrondissement de Pontivy
  - Liste des châteaux de l'arrondissement de Vannes
- Liste des châteaux de la Moselle (Lorraine)

### N
- Liste des châteaux de la Nièvre (Nivernais) (58)
- Liste des châteaux du Nord (Flandre, Hainaut, Cambrésis) (59)

### O
- Liste des châteaux de l'Oise (Picardie) (60)
- Liste des châteaux de l'Orne (Perche) (61)
- Liste des châteaux de la France d'outre-mer (97)

### P
- Liste des châteaux de Paris (Paris)
- Liste des châteaux du Pas-de-Calais (Artois, Picardie) (62)
- Liste des châteaux du Puy-de-Dôme (Auvergne) (63)
- Liste des châteaux des Pyrénées-Atlantiques (Navarre, Béarn) (64)
- Liste des châteaux des Hautes-Pyrénées (Gascogne, Bigorre) (65)
- Liste des châteaux des Pyrénées-Orientales (Roussillon) (66)

### R
- Réunion (La): voir Outre-Mer
- Liste des châteaux du Bas-Rhin (Alsace)
- Liste des châteaux du Haut-Rhin (Alsace)
- Liste des châteaux du Rhône (69D)
  - Liste des châteaux de la métropole de Lyon (69M)

### S
- Liste des châteaux de la Haute-Saône (Franche-Comté, ancien comté de Bourgogne) (70)
- Liste des châteaux de Saône-et-Loire (Bourgogne, duché) (71)
- Liste des châteaux de la Sarthe (Maine)
- Liste des châteaux de la Savoie (Savoie)
- Liste des châteaux de la Haute-Savoie (Savoie)
- Liste des châteaux de Paris (ex département de la Seine)
- Liste des châteaux et manoirs de la Seine-Maritime (Normandie)
- Liste des châteaux de Seine-et-Marne (Île-de-France, Champagne)
- Liste des châteaux des Hauts-de-Seine (92)
- Liste des châteaux de la Seine-Saint-Denis (France) (93)
- Liste des châteaux de la Somme (Picardie)

### T
- Liste des châteaux du Tarn (81)
- Liste des châteaux de Tarn-et-Garonne (82)
- Liste des châteaux du Territoire de Belfort (90)

### V
- Liste des châteaux du Val-de-Marne (94)
- Liste des châteaux du Val-d'Oise (Vexin) (95)
- Liste des châteaux du Var Provence (83)
- Liste des châteaux de Vaucluse (Comtat Venaissin, comté d'Orange) (84)
- Liste des châteaux de la Vendée (Poitou) (85)
- Liste des châteaux de la Vienne (Poitou) (86)
- Liste des châteaux de la Haute-Vienne (Limousin) (87)
- Liste des châteaux du département des Vosges (Lorraine) (88)

### Y
- Liste des châteaux de l'Yonne (Champagne, Bourgogne)
- Liste des châteaux des Yvelines (Île-de-France)